# Корункова
Корункова (словац. Korunková) — село в Словаччині, Стропковському окрузі Пряшівського краю. Розташоване в північно-східній частині Словаччини.
Уперше згадується у 1408 році.

## Пам'ятки
У селі є греко-католицька церква святого Дмитра (Деметера) з 1776 року в стилі бароко—класицизму, перебудована в 1820, 1930, 1962 a 2007 роках, з 1988 року національна культурна пам'ятка.

## Населення
| Рік:            | 1993 | 2003     | 2013     | 2023     |
| --------------- | ---- | -------- | -------- | -------- |
| Кількість осіб: | 130  | 101      | 84       | 59       |
| Різниця:        |      | -22,30 % | -16,83 % | -29,76 % |

| Рік:            | 2022 | 2023    |
| --------------- | ---- | ------- |
| Кількість осіб: | 62   | 59      |
| Різниця:        |      | -4,83 % |

В селі проживає 89 чол.
Національний склад населення (за даними останнього перепису населення — 2001 року):
- словаки — 90,48 %
- русини — 6,67 %
- чехи — 1,90 %
- українці — 0,95 %

Склад населення за приналежністю до релігії станом на 2001 рік:
- греко-католики — 99,05 %,
- римо-католики — 0,95 %,